# شهرستان نینگلینگ
شهرستان نینگلینگ (به لاتین: Ningling County) یک منطقهٔ مسکونی در چین است که در شانگکیو واقع شده‌است.